# Susan Raye
Susan Raye (Eugene, 8 ottobre 1944) è una cantante statunitense.

## Biografia
Nel corso della sua carriera Susan Raye ha accumulato tredici ingressi nella Top Country Albums e ventitré nella Hot Country Songs, tra cui sei top ten. Ha ricevuto quattro candidature agli Academy of Country Music Awards.

## Discografia

### Album in studio
- 1970 – One Night Stand
- 1970 – We're Gonna Get Together (con Buck Owens)
- 1970 – The Great White Horse (con Buck Owens)
- 1971 – Willy Jones
- 1971 – Merry Christmas from Buck Owens and Susan Raye (con Buck Owens)
- 1971 – Pitty, Pitty, Patter
- 1972 – I've Got a Happy Heart
- 1972 – My Heart Has a Mind of Its Own
- 1972 – Wheel of Fortune
- 1973 – Love Sure Feels Good in My Heart
- 1973 – Cheating Game
- 1973 – Plastic Trains, Paper Planes
- 1973 – Hymns by Susan Raye
- 1973 – The Good 'Ol Days (Are Here Again) (con Buck Owens)
- 1974 – Singing Susan Raye
- 1975 – Whatcha Gonna Do with a Dog Like That
- 1976 – Honey Toast and Sunshine
- 1977 – Susan Raye
- 1984 – There and Back

### Raccolte
- 1972 – The Best of Buck and Susan (con Buck Owens)
- 1974 – The Best of Susan Raye
- 1974 – L.A. International Airport
- 1984 – Then and Now
- 1993 – L.A. International Airport
- 1999 – 16 Greatest Hits
- 2011 – Very Best of Buck Owens and Susan Raye (con Buck Owens)

### Singoli
- 1969 – Maybe If I Close My Eyes (It'll Go Away)
- 1969 – Put a Little Love in Your Heart
- 1970 – Willy Jones
- 1970 – One Night Stand
- 1970 – We're Gonna Get Together (con Buck Owens)
- 1970 – Togetherness (con Buck Owens)
- 1970 – The Great White Horse (con Buck Owens)
- 1971 – L.A. International Airport
- 1971 – Pitty, Pitty, Patter
- 1971 – (I've Got a) Happy Heart
- 1971 – Santa's Gonna Come in a Stage Coach (con Buck Owens)
- 1972 – A Song to Sing
- 1972 – My Heart Has a Mind of Its Own
- 1972 – Wheel of Fortune
- 1972 – Love Sure Feels Good in My Heart
- 1972 – Looking Back to See (con Buck Owens)
- 1973 – Cheating Game
- 1973 – Plastic Trains, Paper Planes
- 1973 – When You Get Back from Nashville
- 1973 – The Good Ol' Days Are Here Again (con Buck Owens)
- 1974 – Stop the World (and Let Me Off)
- 1974 – You Can Sure See It from Here
- 1974 – Whatcha Gonna Do with a Dog Like That
- 1975 – Ghost Story
- 1975 – He Gives Me Something (To Forgive Him For)
- 1975 – Honey Toast and Sunshine
- 1975 – Love Is Strange (con Buck Owens)
- 1976 – Ozark Mountain Lullaby
- 1977 – Mr. Heartache
- 1977 – Saturday Night to Sunday Quiet
- 1977 – It Didn't Have to Be a Diamond
- 1986 – I Just Can't Take the Leaving Anymore